# Matthias Menck
| Matthias Menck        | Matthias Menck                                                                           |
| --------------------- | ---------------------------------------------------------------------------------------- |
| Background            |                                                                                          |
| Alias:                | Double M Toxilogic                                                                       |
| Herkunft:             | Hamburg                                                                                  |
| Genres:               | Trance, House                                                                            |
| Instrumente:          | Synthesizer                                                                              |
| Talente:              | DJ, Musikproduzent, Arrangeur, Musiker, Toningenieur                                     |
| assoziierte Künstler: | Christoph Brüx, Brooklyn Bounce Thomas Gold, Kool & The Gang SMC Unity, Sofie St. Claire |
| Homepage:             | matthiasmenck.com                                                                        |

Matthias Menck, alias Double M, alias Toxilogic, ist ein deutscher Toningenieur, House- und Trance-Musikproduzent und DJ, auch bekannt durch die Dance-Gruppe Brooklyn Bounce, die er zusammen mit Dennis Bohn gründete.

## DJ und Produzent
Matthias Menck ist seit den 1980er-Jahren ein Teil der internationalen elektronischen Musikszene und war als Produzent und DJ mit verantwortlich für die Etablierung der House Music in Hamburg. In der Zeit nach dem Abschluss seines Studiums 1995 verbrachte er viele schlaflose Nächte im Tonstudio und als DJ in dem legendären Kontor Club in Hamburg. Seinen ersten Gold- und Platin-Status erreichte er mit Brooklyn Bounce.
In späteren Jahren während seiner musikalischen Laufbahn, inspiriert durch seine zahlreichen internationalen DJ-Gigs, entwickelte Matthias Menck sich weg vom kommerziellen Sound, zurück zu seinen Wurzeln, welche unverkennbar bei der House-Musik zu finden sind.
Neben seinen Solo-Projekten (z. B. im Club Ministry of Sound) und Remixe (z. B. DJ Antoine, Chris Kaeser, D.O.N.S.) arbeitet Menck regelmäßig mit verschiedenen Künstlern wie Christoph Brüx, Thomas Gold, Jerry Ropero und mit Terri B!.

## Bands
- SMC Unity[2]

Mitglieder: Sofie St. Claire, Matthias Menck, Christoph Brüx
- Dolphin Sound[3]

Mitglieder: Christoph Brüx, Matthias Menck
- Brooklyn Bounce

Aliases: Abuna E, Beatbox, Boys-R-Us, Harmonic Beats, Mental Madness Productions
Mitglieder: Matthias Menck, Dennis Bohn
- Terraformer

Mitglieder: Dennis Bohn & Mattias Menck, Jan Miesner, Heiko Lempio

## Assoziierte Künstler
| - Christoph Brüx - Dennis Bohn - Brooklyn Bounce - Jens Lissat - Marc et Claude | - Kool & The Gang - Sofie St. Claire - Jan Miesner - Heiko Lempio |